# 22022 Gould
22022 Gould este o planetă minoră (asteroid), cu un diametru de 4,554 km, din centura de asteroizi. A fost descoperită pe 5 decembrie 1999 la Catalina Station⁠(d) de Catalina Sky Survey și a fost numită după Laurence McKinley Gould⁠(d). 
Obiectul prezintă o orbită caracterizată de o semiaxă mare de 2,2708631 UAi, o excentricitate de 0,12, o înclinație de 5,12996 ° în raport cu ecliptica.